# Gourmandises
Gourmandises är debutalbumet från den franska sångerskan Alizée. Det släpptes den 21 november 2000 i Frankrike och den 13 mars 2001 internationellt. Texten och musiken är skriven av Mylène Farmer respektive Laurent Boutonnat. Albumet har idag sålt nästan 800 000 kopior i Frankrike och över 2 miljoner kopior i hela världen. Hitsingeln Moi... Lolita låg i topp 5 på den franska singellistan i tjugofyra veckor. Albumet självt låg hela 84 veckor på den franska albumlistan. Totalt släpptes fyra stycken singlar från albumet.

## Låtlista
1. Moi... Lolita - 4:27
2. Lui ou toi - 4:18
3. L'Alizé - 4:18
4. J.B.G. - 4:00
5. Mon Maquis - 5:44
6. Parler tout bas - 4:42
7. Veni, Vedi, Vici - 4:22
8. Abracadabra - 4:08
9. Gourmandises - 4:15
10. A quoi rêve une jeune fille - 4:09

## Listplaceringar
| Lista (2000-2002) | Topplacering |
| ----------------- | ------------ |
| Belgien           | 7            |
| Finland           | 26           |
| Frankrike         | 1            |
| Nederländerna     | 36           |
| Schweiz           | 27           |
| Österrike         | 40           |